# Селенорганічні сполуки
Селе́норгані́чні сполу́ки (англ. organoselenium compounds) — хімічні сполуки, що мають зв'язок атома Se з атомом C у молекулі, де Se може знаходитись у різних валентних станах: селеноли RSeH, селеніди RSeR, селенонієві сполуки — солі R3Se+X–, іліди R2Se+–C–<, селенони >C=Se, органоселенонові кислоти та їхні похідні R–SeO3H.
Відомі циклічні органічні сполуки селену, у т. ч. гетероароматичні катіони (наприклад, солі селенопірілію, селеназолію тощо).